# Seiji Nakamura
Seiji Nakamura (仲村 正治, Nakamura Seiji, Naha, Okinawa, 6 de setembro de 1931 - Naha, Okinawa, 15 de novembro de 2018) foi um político japonês servindo na Câmara dos Representantes na Dieta (legislatura nacional) como membro do Partido Liberal Democrata.

## Biografia
Nascido em Naha, Okinawa e formado no ensino médio, ele foi eleito para a Dieta pela primeira vez em 1983 depois de servir em assembléias locais em Okinawa.
Em 15 de novembro de 2018, Nakamura morreu de sépsis no hospital em Naha. Ele tinha 87 anos.